# Friedrich Junge (Ägyptologe)
Friedrich Junge (* 18. April 1941 in Bad Reinerz) ist ein deutscher Ägyptologe.

## Leben
Junge studierte nach dem Abitur die Fächer Ägyptologie, Semitistik/Islamwissenschaft und Klassische Archäologie an den Universitäten München, Heidelberg und Göttingen. Nach seiner Promotion 1970 wurde er zum Visiting Instructor an der University of Chicago ernannt. Von 1974 bis 1976 war er Wissenschaftlicher Referent am Deutschen Archäologischen Institut (Abteilung Kairo). Im Jahre 1976 habilitierte er sich mit seiner Schrift „Syntax der mittelägyptischen Literatursprache“, einem Meilenstein bei der Entwicklung der so genannten Standardtheorie zur mittelägyptischen Syntax. Schließlich wurde er 1980 als ordentlicher Professor der Ägyptologie nach Göttingen berufen. Seit dem 1. Oktober 2006 ist er pensioniert. Seit 2000 ist er ordentliches Mitglied der Akademie der Wissenschaften zu Göttingen.
Junge ist Herausgeber der Teilreihe IV (Ägypten) der „Göttinger Orientforschungen“. Seine Forschungsschwerpunkte sind die ägyptische Sprache, Literatur und Religion. Zurzeit (seit 2000) arbeitet er an einer Darstellung des sozialethischen Diskurses in der Literatur des Mittleren Reiches. Er ist korrespondierendes Mitglied des Deutschen Archäologischen Instituts. Seit 1999 arbeitet er gemeinsam mit Heike Sternberg-el Hotabi am DFG-geförderten Projekt „Prosopographisches Lexikon nicht-königlicher Frauen des Neuen Reiches“, dessen Leiter er seit 2005 ist.